# Município de Sunfish (condado de Pike, Ohio)
O município de Sunfish (em inglês: Sunfish Township) é um município localizado no condado de Pike no estado estadounidense de Ohio. No ano de 2010 tinha uma população de 1.307 habitantes e uma densidade populacional de 15,4 pessoas por km².

## Geografia
O município de Sunfish encontra-se localizado nas coordenadas 39° 01′ 57″ N, 83° 13′ 25″ O. Segundo o Departamento do Censo dos Estados Unidos, o município tem uma superfície total de 84.88 km², da qual 84,57 km² correspondem a terra firme e (0,36 %) 0,31 km² é água.

## Demografia
Segundo o censo de 2010, tinha 1.307 habitantes residindo no município de Sunfish. A densidade populacional era de 15,4 hab./km². Dos 1.307 habitantes, o município de Sunfish estava composto pelo 98,39 % brancos, o 0,15 % eram afroamericanos, o 0,77 % eram amerindios, o 0,08 % eram asiáticos e o 0,61 % eram de uma mistura de raças. Do total da população o 1,22 % eram hispanos ou latinos de qualquer raça.